# Pterandra ultramontana
Pterandra ultramontana är en tvåhjärtbladig växtart som beskrevs av Riley. Pterandra ultramontana ingår i släktet Pterandra och familjen Malpighiaceae. Inga underarter finns listade i Catalogue of Life.